# Переступень
Пересту́пень, или Бриония (лат. Bryónia) — род растений семейства Тыквенные. Все виды рода — многолетние вьющиеся лианы с травянистым стеблем. Переступень белый используется как декоративное растение; корень этого растения используется в народной медицине в качестве лекарственного сырья.

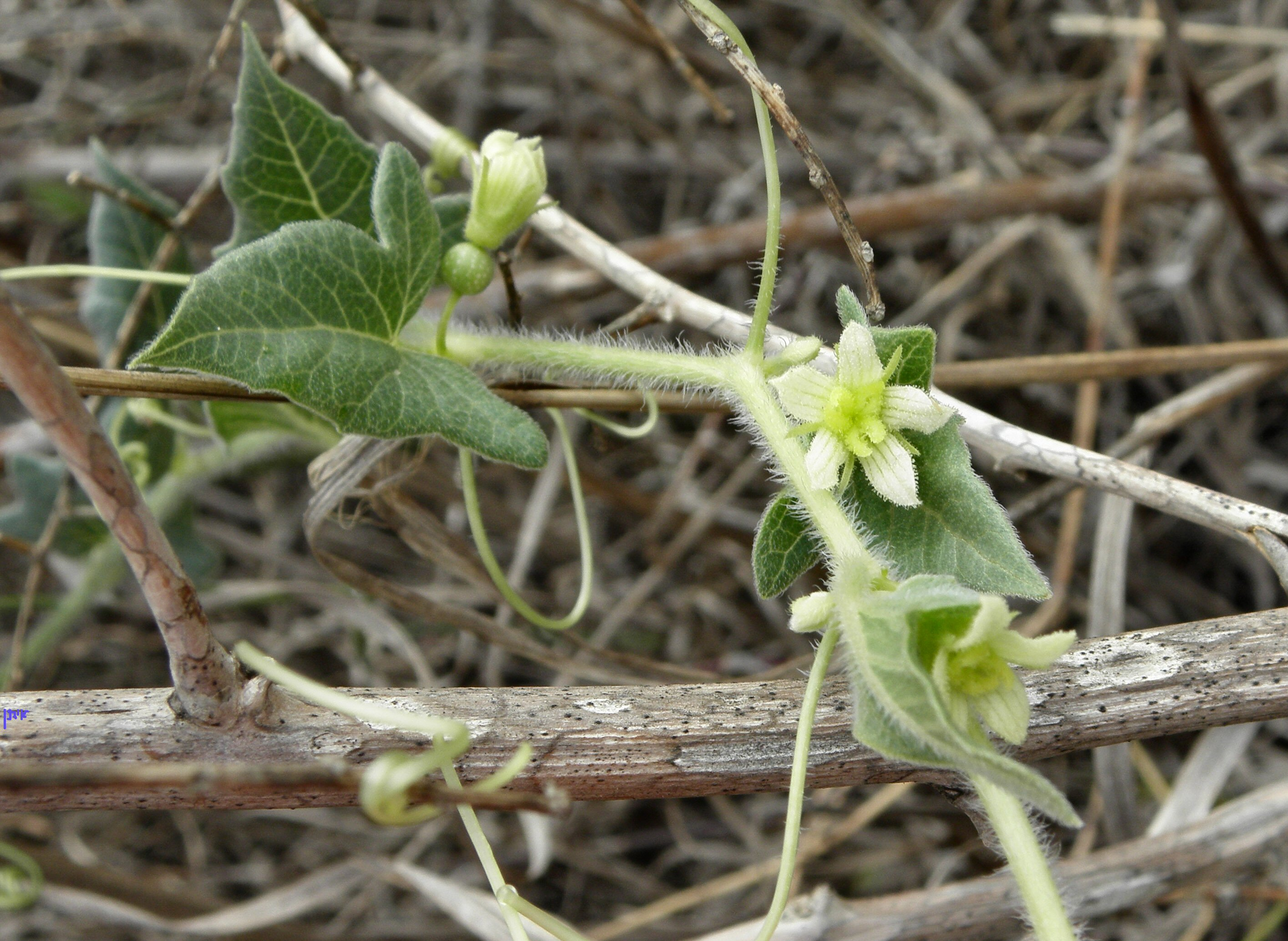
Bryonia syriaca, цветущее растение

## Распространение
На территории России встречаются Переступень белый (Bryonia alba) и Переступень двудомный (Bryonia cretica subsp. dioica) — оба вида ядовиты.

## Описание
Представители рода — многолетние травянистые растения с вьющимся стеблем. Корень репообразный; запахом напоминает свежеиспечённый хлеб; содержит крахмал, брионицин, брионин.
Цветки и плоды мелкие.

## Виды
По информации базы данных The Plant List (2013), род включает 9 видов:
- Bryonia alba L. typus[3] — Переступень белый
- Bryonia aspera Steven ex Ledeb.
- Bryonia cretica L.
- Bryonia lappifolia Vassilcz.
- Bryonia melanocarpa Nabiev
- Bryonia monoica Aitch. & Hemsl.
- Bryonia multiflora Boiss. & Heldr.
- Bryonia syriaca Boiss.
- Bryonia verrucosa Aiton

Ещё более 50 видовых названий этого рода имеет в The Plant List (2013) статус unresolved name, то есть относительно этих названий нельзя однозначно сказать, следует ли их использовать как названия самостоятельных видов — либо их следует свести в синонимику других таксонов.